# Хьюи, Трет Конрад
Трет Конрад Хью́и (англ. Treat Conrad Huey; родился 28 августа 1985 года в Вашингтоне, США) — профессиональный теннисист, по ходу своей карьеры представлявший на соревнованиях США и Филиппины. Победитель восьми турниров ATP в парном разряде; финалист парного турнира Orange Bowl (2003).

## Общая информация
Родителей Трета зовут Кирк и Марина.
Хьюи-младший в теннисе с семи лет. Любимое покрытие — хард, лучший элемент игры — вторая подача.

## Спортивная карьера
Специализируется на играх в парном разряде. В 2005 году выиграл первый парный турнир из серии «фьючерс». В период с 2007 по 2009 год Хьюи выиграл ещё семь парных «фьючерсов». В марте 2009 года он дебютирует за сборную Филиппин в отоборочных раундах розыгрыша Кубка Дэвиса. В сентябре 2009 года совместно с Харшом Манкадом он выиграл первый в карьере турнир из серии «челленджер» в Севилье, а в октябре они победили в Тибуроне. В июне 2010 года Хьюи сыграл первый матч на турнирах из серии Большого шлема, сыграв в альянсе с Сомдевом Девварманом на Уимблдонском турнире. В августе в дуэте с Домиником Инглотом прибавляет две победы на «челленджерах» в Ванкувере и Бингемтоне, а в ноябре ещё одну, одержанную с Пуравом Раджой, на «челленджере» в Тоёте. В 2011 году с разными партнёрами он выиграл сразу семь титулов на «челленджерах» и впервые поднялся в парном рейтинге в топ-100. В июле того же года в Лос-Анджелесе вместе с Сомдевом Девварманом Трет Конрад впервые вышел в финал турнира ATП.
В июне 2012 года Хьюи выиграл парный «челленджер» в Ноттингеме совместно с Домиником Инглотом. За весь сезон он четыре раза выходил в финалы АТП: в апреле с Инглотом в Хьюстоне, в июне в Халле со Скоттом Липски, в августе в Вашингтоне и в октябре в Базеле также с Домиником Инглотом. Из них один раз он смог выиграть титул (в Вашингтоне), который стал для Хьюи дебютным на основных соревнованиях ассоциации. В марте 2013 года в альянсе с польским теннисистом Ежи Яновичем он смог выйти в финал турнира серии Мастерс в Индиан-Уэлсе. С Домиником Инглотом Хьюи попадает в финал в мае на турнире в Дюссельдорфе, а в августе их дуэт вышел в финал в Уинстон-Сейлеме. На Открытом чемпионате США Хьюи впервые вышел в четвертьфинал Большого шлема (с Инглотом). В октябре Инглот и Хьюи завоевали парный приз турнира в Базеле.
На Открытом чемпионате Австралии 2014 года Инглот и Хьюи вышли в четвертьфинал парных соревнований. В начале марта Хьюи смог войти на время в топ-20 парного рейтинга. В июне их пара выиграла соревнования в Истборне. В октябре Хьюи в альянсе с американцем Джеком Соком дошёл до финала турнира в Стокгольме. В ноябре он победил на парном «челленджере» в Шарлотсвилле. В апреле 2015 года Хьюи совместно со Скоттом Липски вышел в финал грунтового турнира в Хьюстоне. В мае их дуэт смог победить в парном розыгрыше турнира в Кашкайше. В августе совместно с Фредериком Нильсеном он победил на «челленджере» в Ванкувере. В сентябре 2015 года Хьюи в паре с финном Хенри Континеном выиграл турнир в Санкт-Петербурге, а затем их дуэт выигрывает титул в Куала-Лумпуре.
В январе 2016 года Хьюи, выступая на Открытом чемпионате Австралии, смог выйти в четвертьфинал парных соревнований (с Максимом Мирным) и полуфинал в миксте (с Андреей Клепач). В феврале Мирный и Хьюи выиграли турнир в Акапулько. На Уимблдонском турнире они смогли дойти до полуфинала, где их останавливают Николя Маю и Пьер-Юг Эрбер. В концовке сезона Хьюи впервые сыграл на Итоговом турнире. Совместно с Максимом Мирным он проиграл все три встречи группового этапа и покинул соревнования.
В 2017 году Хьюи дважды выходил в финал в основном туре: в феврале в паре с Мирным на турнире в Делрей-Бич, США проиграли, а в августе в альянсе Хуаном Себастьяном Кабалем в Кабо-Сан-Лукасе смогли взять титул. С 2018 года чаще всего играл на «челленджерах» и редко поднимался в парном рейтинге в конец топ-100. В 2020 году он выиграл три «челленджера» в паре с Натаниэлем Ламмонсом, а в 2022 году ещё три в команде с разными партнёрами.

## Рейтинг на конец года
| Год  | Одиночный рейтинг | Парный рейтинг |
| 2022 |                   | 103            |
| 2021 |                   | 139            |
| 2020 |                   | 121            |
| 2019 |                   | 167            |
| 2018 |                   | 316            |
| 2017 |                   | 65             |
| 2016 |                   | 22             |
| 2015 |                   | 33             |
| 2014 |                   | 50             |
| 2013 |                   | 21             |
| 2012 | 1 089             | 35             |
| 2011 | 1 085             | 57             |
| 2010 | 894               | 118            |
| 2009 | 701               | 144            |
| 2008 | 1 365             | 520            |
| 2007 |                   | 1 111          |
| 2005 | 1 497             | 1 015          |

## Выступления на турнирах

### Финалы турнировATPв парном разряде (18)

#### Победы (8)
| Титулы                      |
| --------------------------- |
| Турниры Большого шлема (0)* |
| Итоговый турнир ATP (0)     |
| серия Мастерс (0)           |
| АТР 500 (0+3)               |
| АТР 250 (0+5)               |

| Титулы по покрытиям | Титулы по месту проведения матчей турнира |
| ------------------- | ----------------------------------------- |
| Хард (0+6)*         | Зал (0+3)                                 |
| Грунт (0+1)         | Зал (0+3)                                 |
| Трава (0+1)         | Открытый воздух (0+5)                     |
| Ковёр (0)           | Открытый воздух (0+5)                     |

* количество побед в одиночном разряде + количество побед в парном разряде.
| №  | Дата             | Турнир                  | Покрытие   | Партнёр               | Соперники в финале            | Счёт                 |
| 1. | 5 августа 2012   | Вашингтон, США          | Хард       | Доминик Инглот        | Кевин Андерсон Сэм Куэрри     | 7-6(5) 6-7(7) [10-5] |
| 2. | 27 октября 2013  | Базель, Швейцария       | Хард (зал) | Доминик Инглот        | Оливер Марах Юлиан Ноул       | 6-3 3-6 [10-4]       |
| 3. | 21 июня 2014     | Истборн, Великобритания | Трава      | Доминик Инглот        | Александр Пейя Бруно Соарес   | 7-5 5-7 [10-8]       |
| 4. | 3 мая 2015       | Кашкайш, Португалия     | Грунт      | Скотт Липски          | Марк Лопес Давид Марреро      | 6-1 6-4              |
| 5. | 27 сентября 2015 | Санкт-Петербург, Россия | Хард (зал) | Хенри Континен        | Юлиан Ноул Александр Пейя     | 7-5 6-3              |
| 6. | 4 октября 2015   | Куала-Лумпур, Малайзия  | Хард (зал) | Хенри Континен        | Равен Класен Раджив Рам       | 7-6(4) 6-2           |
| 7. | 27 февраля 2016  | Акапулько, Мексика      | Хард       | Максим Мирный         | Александр Пейя Филипп Пецшнер | 7-6(5) 6-3           |
| 8. | 5 августа 2017   | Кабо-Сан-Лукас, Мексика | Хард       | Хуан Себастьян Кабаль | Серхио Гальдос Роберто Майтин | 6-2 6-3              |

#### Поражения (10)
| №   | Дата            | Турнир                | Покрытие   | Партнёр          | Соперники в финале                    | Счёт              |
| 1.  | 31 июля 2011    | Лос-Анджелес, США     | Хард       | Сомдев Девварман | Ксавье Малисс Марк Ноулз              | 6-7(3) 6-7(10)    |
| 2.  | 14 апреля 2012  | Хьюстон, США          | Грунт      | Доминик Инглот   | Джеймс Блейк Сэм Куэрри               | 6-7(14) 4-6       |
| 3.  | 17 июня 2012    | Халле, Германия       | Трава      | Скотт Липски     | Айсам-уль-Хак Куреши Жан-Жюльен Ройер | 3-6 4-6           |
| 4.  | 28 октября 2012 | Базель, Швейцария     | Хард (зал) | Доминик Инглот   | Ненад Зимонич Даниэль Нестор          | 5-7 7-6(4) [5-10] |
| 5.  | 16 марта 2013   | Индиан-Уэллс, США     | Хард       | Ежи Янович       | Боб Брайан Майк Брайан                | 3-6 6-3 [6-10]    |
| 6.  | 25 мая 2013     | Дюссельдорф, Германия | Грунт      | Доминик Инглот   | Андре Бегеман Мартин Эммрих           | 5-7 2-6           |
| 7.  | 24 августа 2013 | Уинстон-Сейлем, США   | Хард       | Доминик Инглот   | Даниэль Нестор Леандер Паес           | 6-7(10) 5-7       |
| 8.  | 19 октября 2014 | Стокгольм, Швеция     | Хард (зал) | Джек Сок         | Эрик Буторак Равен Класен             | 4-6 3-6           |
| 9.  | 12 апреля 2015  | Хьюстон, США (2)      | Грунт      | Скотт Липски     | Ричардас Беранкис Теймураз Габашвили  | 4-6 4-6           |
| 10. | 26 февраля 2017 | Делрей-Бич, США       | Хард       | Максим Мирный    | Равен Класен Раджив Рам               | 5-7 5-7           |

### Финалы челленджеров и фьючерсов в парном разряде (52)

#### Победы (29)
| Условные обозначения |
| Челленджеры (0+21)*  |
| Фьючерсы (0+8)       |

| Титулы по покрытиям | Титулы по месту проведения матчей турнира |
| ------------------- | ----------------------------------------- |
| Хард (0+17)*        | Зал (0+6)                                 |
| Грунт (0+10)        | Зал (0+6)                                 |
| Трава (0+1)         | Открытый воздух (0+23)                    |
| Ковёр (0+1)         | Открытый воздух (0+23)                    |

* количество побед в одиночном разряде + количество побед в парном разряде.
| №   | Дата             | Турнир                    | Покрытие    | Партнёр             | Соперники в финале                    | Счёт                  |
| 1.  | 3 июля 2005      | Буффало, США              | Грунт       | Айзак ван дер Мерве | Трес Дэвис Николас Монро              | 6-3 6-4               |
| 2.  | 14 января 2007   | Тампа, США                | Хард        | Сомдев Девварман    | Антонио Руис Росалес Джеймс Серретани | 6-0 7-6(7)            |
| 3.  | 13 января 2008   | Уэсли-Чепел, США          | Хард        | Сомдев Девварман    | Даниэль Лустиг Ладислав Храмоста      | 6-2 6-2               |
| 4.  | 29 июня 2008     | Рочестер, США             | Грунт       | Сомдев Девварман    | Брайан Конечко Джастин Кронож         | 6-1 4-6 [12-10]       |
| 5.  | 6 июля 2008      | Питтсбург, США            | Грунт       | Сомдев Девварман    | Райн Уильямс Адам эль-Мидави          | 6-3 6-2               |
| 6.  | 31 августа 2008  | Гуаякиль, Эквадор         | Хард        | Луиджи Дагорд       | Остин Кароси Шейн Ла Порте            | 6-2 6-1               |
| 7.  | 3 мая 2009       | Виро-Бич-Саут, США        | Грунт       | Грегори Уэллетт     | Андреа Фальгери Стефано Янни          | 6-2 6-2               |
| 8.  | 21 июня 2009     | Сакраменто, США           | Хард        | Лестер Кук          | Эндрю Коэльо Адам Фини                | 6-4 3-6 [10-2]        |
| 9.  | 13 сентября 2009 | Севилья, Испания          | Грунт       | Харш Манкад         | Альберто Брицци Симоне Ваньоцци       | 6-1 7-5               |
| 10. | 18 октября 2009  | Тибурон, США              | Грунт       | Харш Манкад         | Илья Бозоляц Душан Вемич              | 6-4 6-4               |
| 11. | 8 августа 2010   | Ванкувер, Канада          | Хард        | Доминик Инглот      | Райан Харрисон Джесси Левайн          | 6-4 7-5               |
| 12. | 15 августа 2010  | Бингемтон, США            | Хард        | Доминик Инглот      | Скотт Липски Дэвид Мартин             | 5-7 7-6(2) [10-8]     |
| 13. | 28 ноября 2010   | Тоёта, Япония             | Ковёр (зал) | Пурав Раджа         | Тасуку Ивами Хироки Кондо             | 6-1 6-2               |
| 14. | 20 февраля 2011  | Мекнес, Марокко           | Грунт       | Симоне Ваньоцци     | Алессио Ди Мауро Алессандро Мотти     | 6-1 6-2               |
| 15. | 20 марта 2011    | Римуски, Канада           | Хард (зал)  | Вашек Поспишил      | Дэвид Райс Шон Торнли                 | 6-0 6-1               |
| 16. | 22 мая 2011      | Кремона, Италия           | Хард        | Пурав Раджа         | Томаш Беднарек Матеуш Ковальчик       | 6-1 6-2               |
| 17. | 3 июля 2011      | Уиннетка, США             | Хард        | Бобби Рейнольдс     | Джордан Керр Трэвис Перротт           | 7-6(7) 6-4            |
| 18. | 17 июля 2011     | Богота, Колумбия          | Грунт       | Айзак ван дер Мерве | Хуан Себастьян Кабаль Роберт Фара     | 7-6(3) 6-7(5) — отказ |
| 19. | 7 августа 2011   | Ванкувер, Канада          | Хард        | Тревис Пэрротт      | Джордан Керр Дэвид Мартин             | 6-2 1-6 [16-14]       |
| 20. | 6 ноября 2011    | Шарлотсвилл, США          | Хард (зал)  | Доминик Инглот      | Равен Класен Джон-Пол Фруттеро        | 4-6 6-3 [10-7]        |
| 21. | 10 июня 2012     | Ноттингем, Великобритания | Трава       | Доминик Инглот      | Джонатан Маррей Фредерик Нильсен      | 6-4 6-7(9) [10-8]     |
| 22. | 2 ноября 2014    | Шарлотсвилл, США          | Хард (зал)  | Фредерик Нильсен    | Льюис Бартон Маркус Уиллис            | 3-6 6-3 [10-2]        |
| 23. | 23 августа 2015  | Ванкувер, Канада          | Хард        | Фредерик Нильсен    | Юки Бхамбри Майкл Винус               | 7-6(4) 6-7(3) [10-5]  |
| 24. | 16 февраля 2020  | Кливленд, США             | Хард (зал)  | Натаниэль Ламмонс   | Джон-Патрик Смит Люк Сэвилл           | 7-5 6-2               |
| 25. | 1 марта 2020     | Колумбус, США             | Хард        | Натаниэль Ламмонс   | Ллойд Гласспул Алекс Лоусон           | 7-6(3) 7-6(4)         |
| 26. | 4 октября 2020   | Сплит, Хорватия           | Грунт       | Натаниэль Ламмонс   | Андре Йёранссон Хантер Риз            | 6-4 7-6(3)            |
| 27. | 20 марта 2022    | Финикс, США               | Хард        | Денис Кудла         | Оскар Отте Ян-Леннард Штруфф          | 7-6(10) 3-6 [10-6]    |
| 28. | 1 мая 2022       | Саванна, США              | Грунт       | Рубен Гонсалес      | У Дунлинь Чжан Чжичжэнь               | 7-6(3) 6-4            |
| 29. | 23 октября 2022  | Гамбург, Германия         | Хард (зал)  | Макс Шнур           | Дастин Браун Юлиан Ленц               | 7-6(6) 6-4            |

#### Поражения (23)
| №   | Дата             | Турнир                    | Покрытие   | Партнёр             | Соперники в финале                       | Счёт               |
| 1.  | 14 сентября 2008 | Клермонт, США             | Хард       | Бретт Росс          | Нима Рошан Маркус Фьюгейт                | 4-6 6-4 [10-12]    |
| 2.  | 21 сентября 2008 | Коста-Меса, США           | Хард       | Бретт Росс          | Майкл Макклан Зак Флейшман               | 2-6 2-6            |
| 3.  | 5 октября 2008   | Лагуна-Нигел, США         | Хард       | Шива Парбху         | Кольт Гастон Райан Роув                  | 4-6 7-6(4) [6-10]  |
| 4.  | 8 февраля 2009   | Наукальпан, Мексика       | Хард       | Грегори Уэллетт     | Луис Диас Баррига Антонио Руис Росалес   | 3-6 2-6            |
| 5.  | 1 марта 2009     | Харлинген, США            | Хард       | Тодд Пол            | Хавьер Геррера Эгуилус Джармере Дженкинс | 6-1 2-6 [8-10]     |
| 6.  | 5 апреля 2009    | Мобил, США                | Хард       | Лестер Кук          | Филип Бестер Милош Раонич                | 3-6 6-1 [5-10]     |
| 7.  | 6 сентября 2009  | Комо, Италия              | Грунт      | Харш Манкад         | Марко Круньола Алессандро Мотти          | 6-7(3) 2-6         |
| 8.  | 25 октября 2009  | Калабасас, США            | Хард       | Харш Манкад         | Сантьяго Гонсалес Симон Штадлер          | 2-6 7-5 [4-10]     |
| 9.  | 22 ноября 2009   | Шампейн, США              | Хард (зал) | Харш Манкад         | Брайан Баттистоун Дэнн Баттистоун        | 5-7 6-7(5)         |
| 10. | 12 июня 2011     | Ноттингем, Великобритания | Трава      | Айзак ван дер Мерве | Рик де Вуст Адиль Шамасдин               | 3-6 6-7(9)         |
| 11. | 14 августа 2011  | Бингемтон, США            | Хард       | Фредерик Нильсен    | Хуан Себастьян Кабаль Роберт Фара        | 4-6 3-6            |
| 12. | 29 января 2012   | Хайльбронн, Германия      | Хард (зал) | Доминик Инглот      | Юхан Брунстрём Фредерик Нильсен          | 3-6 6-3 [6-10]     |
| 13. | 11 июня 2017     | Сербитон, Великобритания  | Трава      | Денис Кудла         | Маркус Даниэлл Айсам-уль-Хак Куреши      | 3-6 6-7(0)         |
| 14. | 20 августа 2017  | Ванкувер, Канада          | Хард       | Роберт Линдстедт    | Джеймс Серретани Нил Скупски             | 6-7(6) 2-6         |
| 15. | 28 января 2018   | Ньюпорт-Бич, США          | Хард       | Денис Кудла         | Леандер Паес Джеймс Серретани            | 4-6 5-7            |
| 16. | 9 июня 2019      | Литл-Рок, США             | Хард       | Макс Шнур           | Матиас Франко Дескотте Орландо Лус       | 5-7 6-1 [10-12]    |
| 17. | 18 августа 2019  | Ванкувер, Канада          | Хард       | Адиль Шамасдин      | Роберт Линдстедт Джонни О'Мара           | 2-6 5-7            |
| 18. | 15 сентября 2019 | Кэри, США                 | Хард       | Джон-Патрик Смит    | Секу Бангура Майкл Ммо                   | 6-4 4-6 [8-10]     |
| 19. | 20 сентября 2020 | Яссы, Румыния             | Грунт      | Натаниэль Ламмонс   | Рафаэл Матос Жуан Менезес                | 2-6 2-6            |
| 20. | 7 ноября 2021    | Шарлотсвилл, США          | Хард (зал) | Фредерик Нильсен    | Уильям Блумберг Макс Шнур                | 6-3 1-6 [12-14]    |
| 21. | 21 ноября 2021   | Шампейн, США              | Хард (зал) | Макс Шнур           | Натаниэль Ламмонс Джексон Уитроу         | 4-6 6-3 [6-10]     |
| 22. | 21 августа 2022  | Ванкувер, Канада          | Хард       | Джон-Патрик Смит    | Андре Йёранссон Бен Маклахлан            | 7-64 6-7(7) [9-11] |
| 23. | 18 сентября 2022 | Кэри, США                 | Хард       | Джон-Патрик Смит    | Натаниэль Ламмонс Джексон Уитроу         | 5-7 6-2 [5-10]     |